# Colisicostata
Colisicostata är ett släkte av insekter. Colisicostata ingår i familjen hornstritar.
Kladogram enligt Catalogue of Life:
| Colisicostata | \| \| Colisicostata albata \| \| \| \| \| \| Colisicostata scutellaris \| \| \| \| |
|               | \| \| Colisicostata albata \| \| \| \| \| \| Colisicostata scutellaris \| \| \| \| |
|               | Colisicostata albata                                                               |
|               |                                                                                    |
|               | Colisicostata scutellaris                                                          |
|               |                                                                                    |